# Zvenyigovói járás

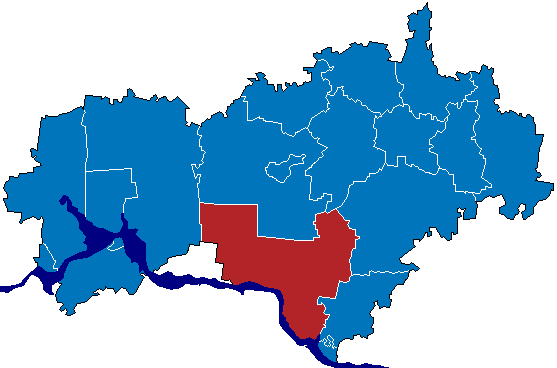
A Zvenyigovói járás Mariföldön

A Zvenyigovói járás (oroszul Звениговский район, mari nyelven Провой кундем) Oroszország egyik járása Mariföldön. Székhelye Zvenyigovo.

## Népesség
- 1989-ben 50 905 lakosa volt.
- 2002-ben 46 267 lakosa volt, melynek 51,5%-a mari, 36,5%-a orosz, 5,1%-a csuvas, 4,9%-a tatár.
- 2010-ben 44 976 lakosa volt, melynek 49,3%-a mari, 35,8%-a orosz, 4,8%-a csuvas, 4,3%-a tatár.